# Murilo Grossi
Murilo Grossi (Brasília, 11 de junho de 1964) é um ator e produtor brasileiro. É graduado em ciências sociais e formado como bacharel em artes cênicas pela Universidade de Brasília (UnB).[carece de fontes?]

## Carreira

### Televisão
| Ano     | Título                             | Papel                        | Nota                                              |
| ------- | ---------------------------------- | ---------------------------- | ------------------------------------------------- |
| 1990    | Fronteiras do Desconhecido         | Coronel João Possidônio      |                                                   |
| 2001    | O Clone                            | Júlio                        |                                                   |
| 2004    | Os Aspones                         | Carlos                       | Episódio: "Primeira Segunda"                      |
| 2004    | Celebridade                        | Satamini                     | Episódios: "18–29 de maio"                        |
| 2004    | Da Cor do Pecado                   | Advogado de Toni             |                                                   |
| 2005    | A Diarista                         | Caseiro                      | Episódio: "Aquele dos Outros"                     |
| 2006    | JK                                 | Cel. Affonso Heliodoro       |                                                   |
| 2006    | Belíssima                          | Lindolfo                     | Episódios: "15 de junho–7 de julho"               |
| 2006    | Páginas da Vida                    | Membro do AA                 | Episódio: "2 de setembro"                         |
| 2007    | A Diarista                         | Advogado                     | Episódio: "Mãe Só Tem Duas"                       |
| 2007    | Amazônia, de Galvez a Chico Mendes | Delegado                     |                                                   |
| 2007    | Sete Pecados                       | Dr. Tadeu Pacheco            |                                                   |
| 2008    | Beleza Pura                        | Vitor                        |                                                   |
| 2008    | Ciranda de Pedra                   | Dr. Tobias Cândido do Amaral |                                                   |
| 2008    | Negócio da China                   | Othon                        |                                                   |
| 2008    | Casos e Acasos                     | Detetive                     | Episódio: "O Carro, o Email e o Rapper"           |
| 2009    | Maysa - Quando Fala o Coração      | Médico                       | Episódio: "13 de janeiro"                         |
| 2009    | Caminho das Índias                 | Dr. Cássio                   | Episódios: "9–10 de abril"                        |
| 2009    | Toma Lá Dá Cá                      | João                         | Episódio: "Os Politicamentes Esquecidos"          |
| 2009    | Paraíso                            | João                         | Episódio: "25 de maio" Episódios: "4–6 de agosto" |
| 2009    | A Grande Família                   | Saraiva                      | Episódio: "O Cara"                                |
| 2010    | Escrito nas Estrelas               | Jofre                        |                                                   |
| 2010    | A Grande Família                   | Dr. Lourenço                 | Episódio: "O Rei da Festa"                        |
| 2011    | Insensato Coração                  | Delegado Freitas             |                                                   |
| 2011    | O Astro                            | Dr. Ferraz                   | Episódios: "19–22 de julho"                       |
| 2011    | Força-Tarefa                       | Sargento Siqueira            | Episódios: "15–22 de dezembro"                    |
| 2012    | Amor Eterno Amor                   | Henrique Pietrini            |                                                   |
| 2012    | Louco por Elas                     | Dr. Carlos                   |                                                   |
| 2012    | Salve Jorge                        | Almir                        |                                                   |
| 2016-19 | A Garota da Moto                   | Reinaldo (Rei)               |                                                   |
| 2017    | Novo Mundo                         | Capitão Otávio               |                                                   |
| 2017    | Apocalipse                         | Jonas Éfeso                  |                                                   |
| 2022    | Travessia                          | Delegado Paranhos            |                                                   |
| 2023    | Betinho - No Fio da Navalha        | Seu Henrique                 |                                                   |

### Cinema
| Ano  | Título                                      | Papel           | Notas                 |
| ---- | ------------------------------------------- | --------------- | --------------------- |
| 1997 | O Cego que Gritava Luz                      | Gustavo         |                       |
| 1997 | Doces Poderes                               | Amigo de Chico  | Participação especial |
| 1997 | Guerra de Canudos                           | Antonio         |                       |
| 2000 | Brava Gente Brasileira                      | Alfonso         |                       |
| 2001 | O Casamento de Louise                       | Flávio          |                       |
| 2002 | Emma na Tempestade                          | Advogado        | Participação especial |
| 2004 | O Veneno da Madrugada                       | Dr. Giraldo     |                       |
| 2006 | A Concepção                                 |                 |                       |
| 2007 | Batismo de Sangue                           | Raul Careca     |                       |
| 2007 | 5 Frações de Uma Quase História             | Beto            |                       |
| 2007 | O Primo Basílio                             | Túlio           |                       |
| 2009 | Os Normais 2 - A Noite Mais Maluca de Todas |                 |                       |
| 2010 | Antes que o Mundo Acabe                     | Antônio         |                       |
| 2011 | Capitães da Areia                           |                 |                       |
| 2012 | Billi Pig                                   | Traficante      | Participação especial |
| 2014 | Getúlio                                     | Major Fitipaldi |                       |
| 2014 | O Outro Lado do Paraíso                     | Padre Alberto   |                       |
| 2021 | Garota da Moto                              | Reinaldo "Rei"  |                       |
| 2022 | A Espera de Liz                             | Martineli       |                       |